# Liste von Absolventen der Bucerius Law School
Die Liste von Absolventen der Bucerius Law School verzeichnet bekannte Absolventen der Bucerius Law School in Hamburg.

## Justiz
- Barbara Geiger (* 1981), Richterin am Bundessozialgericht

## Wissenschaft
- Anika Klafki (* 1986), Juniorprofessorin für Öffentliches Recht, insbesondere transnationales Verwaltungsrecht, an der Friedrich-Schiller-Universität Jena und Mitglied des Thüringer Verfassungsgerichtshofs
- Benjamin Raue (* 1982), Universitätsprofessor für Zivilrecht, Recht der Informationsgesellschaft und des Geistigen Eigentums an der Universität Trier
- Philipp Reimer (* 1982), Universitätsprofessor für Öffentliches Recht, insbesondere Verwaltungsrecht und Rechtstheorie, an der Universität Konstanz
- Paulina Starski (* 1982), Professorin für Öffentliches Recht, Europa- und Völkerrecht an der Albert-Ludwigs-Universität Freiburg
- Kilian Wegner (* 1989), Juniorprofessor für Strafrecht, Strafprozessrecht und Wirtschaftsstrafrecht an der Europa-Universität Viadrina in Frankfurt (Oder)
- Alexander J. Wulf, Professor für Rechts- und Wirtschaftswissenschaften an der SRH Berlin University of Applied Sciences

## Politik
- Emily Büning (* 1985), politische Geschäftsführerin von Bündnis 90/Die Grünen
- Philipp Heißner (* 1988), ehemaliges Mitglied der Hamburgischen Bürgerschaft (CDU)
- Zitto Kabwe (* 1976), Vorsitzender der Alliance for Change and Transparency (Tansania)
- Konstantin Kuhle (* 1989), Vorsitzender der FDP Niedersachsen und ehemaliges Mitglied des Deutschen Bundestags
- Alexander Mohrenberg (* 1995), Mitglied der Hamburgischen Bürgerschaft (SPD)
- Martin Plum (* 1982), Mitglied des Deutschen Bundestags (CDU)
- Ria Schröder (* 1992), ehemaliges Mitglied des Deutschen Bundestags (FDP)
- Krzysztof Walczak (* 1994), Mitglied der Hamburgischen Bürgerschaft (AfD)
- Wiebke Winter (* 1996), Mitglied der Bremischen Bürgerschaft und des CDU-Bundesvorstands
- Lena Zagst (* 1990), Mitglied der Hamburgischen Bürgerschaft (Bündnis 90/Die Grünen)

## Journalismus
- Ronen Steinke (* 1983), Korrespondent der Süddeutschen Zeitung und Publizist
- Felix W. Zimmermann (* 1980), Chefredakteur von Legal Tribune Online

## Wirtschaft
- Fabian Heilemann, Gründer von DailyDeal
- Hakan Koç (* 1984), Gründer der AUTO1 Group

## Sport
- Joel El-Qalqili (* 1984), Ruderer
- Jonas Hamm (* 1980), Leichtathlet
- Niklas Weller (* 1993), Handballer